# Казимежский повет
Казимежский повет (пол. powiat kazimierski) — повет (район) в Польше, входит как административная единица в Свентокшиское воеводство. Центр повета — город Казимежа-Велька. Занимает площадь 422,48 км². Население — 34 511 человек (на 30 июня 2015 года).

## Административное деление
- города: Казимежа-Велька, Опатовец, Скальбмеж
- городско-сельские гмины: Гмина Казимежа-Велька, Гмина Опатовец, Гмина Скальбмеж
- сельские гмины: Гмина Бейсце, Гмина Чарноцин

## Демография
Население повета дано на 30 июня 2015 года.
| Перепись            | Всего  | Мужчины | Женщины |
| ------------------- | ------ | ------- | ------- |
|                     | чел.   | чел.    | чел.    |
| Всего               | 34 511 | 16 966  | 17 545  |
| Городское население | 6985   | 3329    | 3656    |
| Сельское население  | 27 526 | 13 637  | 13 889  |